# Municipio Acacoyagua
Koordinaten: 15° 21′ N, 92° 41′ W
Acacoyagua ist ein Municipio im Süden des mexikanischen Bundesstaats Chiapas. Das Municipio liegt in der Sierra Madre de Chiapas, hat knapp 17.000 Einwohner und eine Fläche von 248,9 km². Verwaltungssitz ist das gleichnamige Acacoyagua.
Der Name des Municipios kommt aus dem Nahuatl und bedeutet „Sitz des Führers“ bzw. „Platz der Herren“.

## Geographie
Das Municipio Acacoyagua liegt im Süden des mexikanischen Bundesstaats Chiapas in der Region Soconusco auf Höhen bis zu 2700 m. Es zählt zur Gänze zur physiographischen Provinz der zentralamerikanischen Kordillere und liegt nahezu vollständig in der hydrologischen Region Costa de Chiapas. Die Geologie des Municipios wird zu 79 % von Granit bestimmt bei 15 % Alluvionen; vorherrschende Bodentypen sind Leptosol (53 %), Phaeozem (32 %) und Cambisol (11 %). Etwa zwei Drittel der Gemeindefläche sind bewaldet, gut 20 % dienen als Weideland.
Das Municipio Acacoyagua grenzt an die Municipios Mapastepec, Capitán Luis Ángel Vidal, Escuintla und Acapetahua.

## Bevölkerung
Beim Zensus 2010 wurden im Municipio 16.814 Menschen in 3.838 Wohneinheiten gezählt. Davon wurden 29 Personen als Sprecher einer indigenen Sprache registriert. Knapp 14 Prozent der Bevölkerung waren Analphabeten. 5.161 Einwohner wurden als Erwerbspersonen registriert, wovon ca. 86 % Männer bzw. 2,6 % arbeitslos waren. Knapp 38 % der Bevölkerung lebten in extremer Armut.

## Orte
Das Municipio Acacoyagua umfasst 113 bewohnte localidades, von denen nur der Hauptort vom INEGI als urban klassifiziert ist. Zwei Orte wiesen beim Zensus 2020 eine Einwohnerzahl von über 1000 auf, 91 Orte hatten weniger als 100 Einwohner. Die größten Orte sind:
| Ort            | 2010 | 2020 |
| Acacoyagua     | 7515 | 8092 |
| Hidalgo        | 1209 | 1343 |
| Jalapa         | 0849 | 0805 |
| Los Cacaos     | 0845 | 0776 |
| Nueva Libertad | 0801 | 0754 |